# Pedro Alonso López
Pedro Alonso López (* 8. Oktober 1948 in Santa Isabel, Tolima) alias Das „Monster der Anden“ ist ein kolumbianischer Serienmörder, der zugab, über 300 Mädchen in Kolumbien, Ecuador und Peru ermordet zu haben.

## Leben
Pedro Alonso López wurde als siebtes von 13 Kindern in Santa Isabel in der zentralkolumbianischen Provinz Tolima geboren. Seine Mutter war eine Prostituierte. Mit acht Jahren lief er von zuhause weg.  Nachdem er von einem Pädophilen aufgelesen und mehrfach vergewaltigt worden war, lebte er als Straßenkind in Bogotá. Mit 18 Jahren wurde er wegen Autodiebstahls inhaftiert, wo er erneut von vier älteren Mitinsassen vergewaltigt wurde. López zeigte seine Vergewaltiger nicht an, sondern tötete drei von ihnen innerhalb der nächsten zwei Wochen.
1978 wurde López aus dem Gefängnis entlassen und begann damit, durch Kolumbien, Ecuador und Peru zu reisen, wo er kleine Mädchen entführte, vergewaltigte und ermordete. Nachdem er sich an einem zwölfjährigen Mädchen vergangen hatte, das danach nie wieder gesehen wurde, und er bereits wegen versuchter Entführung einer Neunjährigen kurzzeitig inhaftiert worden war, wurde er erneut verhaftet. Während des Verhöres gestand er, 110 Mädchen in Ecuador, 100 in Kolumbien und 100 in Peru ermordet zu haben, was die Beamten jedoch nicht glauben wollten. Diese Zweifel lösten sich jedoch auf, als López die Polizisten zu 53 Gräbern in der Nähe von Ambato führte. An weitere Gräber wollte sich der anfangs Geständige später nicht mehr erinnern. Er wurde 1980 wegen Mordes in 57 Fällen zu lebenslanger Haft verurteilt. Dies waren laut Gesetz 16 Jahre, davon saß er 14 Jahre ab. 1994 wurde er entlassen, zwei Jahre vor Ablauf seiner Strafe. 1995 wurde er als unzurechnungsfähig eingestuft und in Kolumbien in eine psychiatrische Einrichtung eingewiesen, aus der er nach dreijähriger Behandlung als geheilt entlassen wurde.
Da zur damaligen Zeit im Grenzgebiet von Kolumbien, Ecuador und Peru hunderte Mädchen verschwanden, wird López noch weiterer Taten verdächtigt. 1999 gab er sein einziges Interview, in dem er aussagte, seine Opfer oft tagelang beobachtet und verfolgt zu haben, bevor er sie an entlegene Orte lockte, sexuell missbrauchte, erdrosselte und in Massengräbern verscharrte. Anfang 1999 wurde López wieder entlassen, da nach damaligem Recht in allen drei Andenstaaten kein Verurteilter länger als 20 Jahre in Haft gehalten werden durfte.